# 蒙塔古 (密歇根州)
蒙塔古（英語：Montague）是一個位於美國密歇根州馬斯基根縣的城市。

## 人口
根據2020年美國人口普查的數據，蒙塔古的面積為8.14平方千米，當中陸地面積為6.81平方千米，而水域面積為1.33平方千米。當地共有人口2417人，而人口密度為每平方千米297人。